# دهتل
 دهتل  قرية كبيرة تتبع لـالبلدة المركزية (بالفارسية: بخش مركزى) من توابع مدينة بستك وتقع في محافظة هرمزغان في جنوب إيران. تبعد عن مركز المدينة 55 كيلومتراً، وتقع في شمال شرقي مدينة بستك. من اسمائها القديمة: «ده تَل» أو «ده طَل».

## حدود قرية دهتل
حدود دهتل: من الشمال « رودخانه شور گوده»، ومن الجنوب « جبل »، ومن الغرب قرية لرد بستو، ومن الشرق تنتهي بـقرية بامستان.

## السكان
يبلغ عدد سكان هذه القرية حسب تعداد السكان لعام 2006 للميلاد، (6752) نسمة من أهل السنة والجماعة وعلى المذهب الشافعي. يتكلمون الفارسية باللهجة المحلية، لهم مدارس: ابتدائية وإعدادية وثانوية وعيادة صحية صغيرة و10 برك لحفظ مياه الأمطار. وشبكة مياه وكهرباء وبريد وهاتف وسد يحفظ الماء على مدار السنة، يستفاد من المياه في ري المحاصيل الزراعية، ومزارع النخيل.

## وصلات خارجية
- التقسيمات الادارية لمحافظة هرمزغان